# All-Ireland Senior Football Championship 2009
L'All-Ireland Senior Football Championship 2009 fu la 123ª edizione del principale torneo di calcio gaelico tra le contee irlandesi (esclusa Kilkenny) più rappresentative di Londra e New York. Si tenne tra il 10 maggio 2010 e il 20 settembre 2010, giorno della finale. Il primo sorteggio si tenne il 9 ottobre 2008.

## Struttura
- Vengono disputati i quattro tornei provinciali (Londra e New York competono nel Connacht Senior Football Championship) I quattro campioni provinciali avanzano direttamente ai quarti di finale All-Ireland.
- Le sedici squadre eliminate prima delle semifinali accedono al primo turno dei ripescaggi. Le otto vincitrici avanzano al secondo turno.
- Secondo Turno:le otto squadre eliminate nella semifinale del torneo provinciale sfidano le 8 provenienti dal turno 1 dei ripescaggi. Le vincenti sono ammesse al terzo turno.
- Terzo turno:le otto squadre provenienti dal turno 2 si sfidano per ridurre il numero a 4.
- Quarto turno. Le vincenti del terzo turno sfidano le finaliste perdenti dei tornei provinciali. Le vincenti sono ammesse ai quarti di finale All Ireland
- Quarti di finale. Le vincitrici dei titoli provinciali sono teste di serie e non si possono incontrare in questo turno, quindi sfidano le squadre uscite dai ripescaggi. A questo punto si procede nel modo classico: semifinale e finale.

## Risultati

### Munster Senior Football Championship
|  | Quarti di finale | Quarti di finale | Quarti di finale |          |      | Semifinale | Semifinale | Semifinale |  |  | Finale | Finale | Finale |  |
|  |                  |                  |                  |          |      |            |            |            |  |  |        |        |        |  |
|  |                  |                  |                  |          |      | Cork       | Cork       | 1-17       |  |  |        |        |        |  |
|  |                  |                  |                  |          |      | Cork       | Cork       | 1-17       |  |  |        |        |        |  |
|  |                  |                  | Kerry            | Kerry    | 0-12 |            |            |            |  |  |        |        |        |  |
|  | Waterford        | Waterford        | Kerry            | Kerry    | 0-12 | 1-07       |            |            |  |  |        |        |        |  |
|  | Waterford        | Waterford        |                  |          |      |            |            |            |  |  |        |        |        |  |
|  | Cork             | Cork             | 2-18             |          |      |            |            |            |  |  |        |        |        |  |
|  | Cork             | Cork             | 2-18             |          | Cork | Cork       | 2-06       |            |  |  |        |        |        |  |
|  |                  |                  |                  |          |      |            |            |            |  |  |        |        |        |  |
|  |                  |                  | Limerick         | Limerick | 0-11 |            |            |            |  |  |        |        |        |  |
|  |                  |                  |                  | Limerick | 0-11 |            |            |            |  |  |        |        |        |  |
|  |                  |                  |                  |          |      |            |            |            |  |  |        |        |        |  |
|  |                  |                  |                  |          |      |            |            |            |  |  |        |        |        |  |
|  |                  | Clare            | Clare            | 1-09     |      |            |            |            |  |  |        |        |        |  |
|  |                  |                  |                  | 1-09     |      |            |            |            |  |  |        |        |        |  |
|  |                  |                  | Limerick         | Limerick | 1-14 |            |            |            |  |  |        |        |        |  |
|  | Tipperary        | Tipperary        | Limerick         | Limerick | 1-14 | 1-09       |            |            |  |  |        |        |        |  |
|  | Tipperary        | Tipperary        |                  |          |      |            |            |            |  |  |        |        |        |  |
|  | Limerick         | Limerick         | 1-11             |          |      |            |            |            |  |  |        |        |        |  |

| Thurles 24 maggio 2009 | Tipperary | 1-09 – 1-11 referto                                                                      | Limerick | Semple Stadium |
| \| \| \| \| \| B Coen 1-2, B Grogan 0-4, H Coghlan, A Fitzgerald, B Mulvihill 0-1 each \| Marcatori \| I Ryan 1-2, G Collins 0-4, C Joyce-Power 0-2, P Ranahan, S Lucey, K O'Callaghan 0-1 each \| |           |                                                                                          |          |                |
| |           |                                                                                          |          |                |
| B Coen 1-2, B Grogan 0-4, H Coghlan, A Fitzgerald, B Mulvihill 0-1 each | Marcatori | I Ryan 1-2, G Collins 0-4, C Joyce-Power 0-2, P Ranahan, S Lucey, K O'Callaghan 0-1 each |          |                |

| Dungarvan 24 maggio 2009 | Waterford | 1-07 – 2-18 referto | Cork | Fraher Field |
| \| \| \| \| \| S Walsh 1-0, B Wall 0-2, S O'Hare, W Hennessy, S Cunningham, M O'Gorman, G Hurney 0-1 each \| Marcatori \| D O'Connor 1-5, P Kerrigan 1-2, J Miskella 0-3, J Masters, D Goulding, C O'Neill 0-2 each, M Shields, P O'Flynn 0-1 each \| |           | |      |              |
| |           | |      |              |
| S Walsh 1-0, B Wall 0-2, S O'Hare, W Hennessy, S Cunningham, M O'Gorman, G Hurney 0-1 each | Marcatori | D O'Connor 1-5, P Kerrigan 1-2, J Miskella 0-3, J Masters, D Goulding, C O'Neill 0-2 each, M Shields, P O'Flynn 0-1 each |      |              |

| Ennis 7 giugno 2009 | Clare     | 1-09 – 1-13 referto                                                                       | Limerick | Cusack Park |
| \| \| \| \| \| D Tubridy 0-4, G Brennan 1-0, G Quinlan 0-2, Gordon Kelly, E Coughlan, M O'Shea 0-1 each \| Marcatori \| I Ryan 0-6, S Lavin 1-0, G Collins 0-3, S Lucey, J O'Donovan, S Buckely, E Hogan 0-1 each \| |           |                                                                                           |          |             |
| |           |                                                                                           |          |             |
| D Tubridy 0-4, G Brennan 1-0, G Quinlan 0-2, Gordon Kelly, E Coughlan, M O'Shea 0-1 each | Marcatori | I Ryan 0-6, S Lavin 1-0, G Collins 0-3, S Lucey, J O'Donovan, S Buckely, E Hogan 0-1 each |          |             |

| Killarney 7 giugno 2009 | Kerry     | 0-13 – 1-10 referto                                                                   | Cork | Fitzgerald Stadium |
| \| \| \| \| \| B Sheehan 0-5, C Cooper 0-3, D Walsh 0-2, T Walsh, T Kennelly, D Ó Sé 0-1 each \| Marcatori \| P O'Neill 1-2, D O'Connor 0-3, D Goulding 0-2, G Canty, N O'Leary, C O'Neill 0-1 each \| |           |                                                                                       |      |                    |
| |           |                                                                                       |      |                    |
| B Sheehan 0-5, C Cooper 0-3, D Walsh 0-2, T Walsh, T Kennelly, D Ó Sé 0-1 each | Marcatori | P O'Neill 1-2, D O'Connor 0-3, D Goulding 0-2, G Canty, N O'Leary, C O'Neill 0-1 each |      |                    |

| Cork 13 giugno 2009 | Cork      | 1-17 – 0-12 referto | Kerry | Páirc Uí Chaoimh |
| \| \| \| \| \| D O'Connor 1-5, D Goulding 0-5, J Miskella 0-2, P Kelly, P Kerrigan, J Masters, F Goold, P O'Flynn 0-1 each, N O'Leary SO \| Marcatori \| C Cooper 0-4, Darren O'Sullivan, B Sheehan 0-2 each, Declan O'Sullivan, T Kennelly, D Moran, D Ó Sé 0-1 each, P Galvin SO \| |           | |       |                  |
| |           | |       |                  |
| D O'Connor 1-5, D Goulding 0-5, J Miskella 0-2, P Kelly, P Kerrigan, J Masters, F Goold, P O'Flynn 0-1 each, N O'Leary SO | Marcatori | C Cooper 0-4, Darren O'Sullivan, B Sheehan 0-2 each, Declan O'Sullivan, T Kennelly, D Moran, D Ó Sé 0-1 each, P Galvin SO |       |                  |

| Cork 5 luglio 2009 | Limerick  | 0-11 – 2-06 referto                                           | Cork | Páirc Uí Chaoimh |
| \| \| \| \| \| I Ryan 0-4, S Buckley 0-3, S Lavin, P Ranahan, G Collins, S Kelly 0-1 each \| Marcatori \| D Goulding 1-3, D O'Connor 1-1, J Masters, C O'Neill 0-1 each \| |           |                                                               |      |                  |
| |           |                                                               |      |                  |
| I Ryan 0-4, S Buckley 0-3, S Lavin, P Ranahan, G Collins, S Kelly 0-1 each                                                                                                 | Marcatori | D Goulding 1-3, D O'Connor 1-1, J Masters, C O'Neill 0-1 each |      |                  |

### Leinster Senior Football Championship
|  | Ottavi di finale | Ottavi di finale | Ottavi di finale |         |           | Quarti di finale | Quarti di finale | Quarti di finale |  |  | Semifinali | Semifinali | Semifinali |  |  | Finale | Finale | Finale |  |
|  |                  |                  |                  |         |           |                  |                  |                  |  |  |            |            |            |  |  |        |        |        |  |
|  | Kildare          | Kildare          | 1-16             |         |           |                  |                  |                  |  |  |            |            |            |  |  |        |        |        |  |
|  | Kildare          | Kildare          | 1-16             |         |           |                  |                  |                  |  |  |            |            |            |  |  |        |        |        |  |
|  | Offaly           | Offaly           | 1-10             |         |           |                  |                  |                  |  |  |            |            |            |  |  |        |        |        |  |
|  | Offaly           | Offaly           | 1-10             |         | Kildare   | Kildare          | 2-12             |                  |  |  |            |            |            |  |  |        |        |        |  |
|  |                  |                  |                  |         | Kildare   | Kildare          | 2-12             |                  |  |  |            |            |            |  |  |        |        |        |  |
|  |                  |                  | Wexford          | Wexford | 0-11      |                  |                  |                  |  |  |            |            |            |  |  |        |        |        |  |
|  | Nessuno          |                  | Wexford          | Wexford | 0-11      |                  |                  |                  |  |  |            |            |            |  |  |        |        |        |  |
|  |                  |                  |                  |         |           |                  |                  |                  |  |  |            |            |            |  |  |        |        |        |  |
|  | Nessuno          |                  |                  |         |           |                  |                  |                  |  |  |            |            |            |  |  |        |        |        |  |
|  |                  | Kildare          | Kildare          | 2-18    |           |                  |                  |                  |  |  |            |            |            |  |  |        |        |        |  |
|  |                  |                  |                  |         |           |                  |                  |                  |  |  |            |            |            |  |  |        |        |        |  |
|  |                  |                  | Laois            | Laois   | 0-09      |                  |                  |                  |  |  |            |            |            |  |  |        |        |        |  |
|  | Nessuno          |                  | Laois            | Laois   | 0-09      |                  |                  |                  |  |  |            |            |            |  |  |        |        |        |  |
|  |                  |                  |                  |         |           |                  |                  |                  |  |  |            |            |            |  |  |        |        |        |  |
|  | Nessuno          |                  |                  |         |           |                  |                  |                  |  |  |            |            |            |  |  |        |        |        |  |
|  |                  | Laois            | Laois            | 1-15    |           |                  |                  |                  |  |  |            |            |            |  |  |        |        |        |  |
|  |                  |                  |                  | 1-15    |           |                  |                  |                  |  |  |            |            |            |  |  |        |        |        |  |
|  |                  |                  | Louth            | Louth   | 1-11      |                  |                  |                  |  |  |            |            |            |  |  |        |        |        |  |
|  | Louth            | Louth            | Louth            | Louth   | 1-11      | 1-13             |                  |                  |  |  |            |            |            |  |  |        |        |        |  |
|  | Louth            | Louth            |                  |         |           |                  |                  |                  |  |  |            |            |            |  |  |        |        |        |  |
|  | Carlow           | Carlow           | 1-11             |         |           |                  |                  |                  |  |  |            |            |            |  |  |        |        |        |  |
|  | Carlow           | Carlow           | 1-11             |         | Kildare   | Kildare          | 0-18             |                  |  |  |            |            |            |  |  |        |        |        |  |
|  |                  |                  |                  |         |           |                  |                  |                  |  |  |            |            |            |  |  |        |        |        |  |
|  |                  |                  | Dublino          | Dublino | 2-15      |                  |                  |                  |  |  |            |            |            |  |  |        |        |        |  |
|  | Nessuno          |                  | Dublino          | Dublino | 2-15      |                  |                  |                  |  |  |            |            |            |  |  |        |        |        |  |
|  |                  |                  |                  |         |           |                  |                  |                  |  |  |            |            |            |  |  |        |        |        |  |
|  | Nessuno          |                  |                  |         |           |                  |                  |                  |  |  |            |            |            |  |  |        |        |        |  |
|  |                  | Westmeath        | Westmeath        | 0-16    |           |                  |                  |                  |  |  |            |            |            |  |  |        |        |        |  |
|  |                  |                  |                  | 0-16    |           |                  |                  |                  |  |  |            |            |            |  |  |        |        |        |  |
|  |                  |                  | Wicklow          | Wicklow | 1-10      |                  |                  |                  |  |  |            |            |            |  |  |        |        |        |  |
|  | Wicklow          | Wicklow          | Wicklow          | Wicklow | 1-10      | 2-12             |                  |                  |  |  |            |            |            |  |  |        |        |        |  |
|  | Wicklow          | Wicklow          |                  |         |           |                  |                  |                  |  |  |            |            |            |  |  |        |        |        |  |
|  | Longford         | Longford         | 1-13             |         |           |                  |                  |                  |  |  |            |            |            |  |  |        |        |        |  |
|  | Longford         | Longford         | 1-13             |         | Westmeath | Westmeath        | 0-11             |                  |  |  |            |            |            |  |  |        |        |        |  |
|  |                  |                  |                  |         |           |                  |                  |                  |  |  |            |            |            |  |  |        |        |        |  |
|  |                  |                  | Dublino          | Dublino | 4-26      |                  |                  |                  |  |  |            |            |            |  |  |        |        |        |  |
|  | Nessuno          |                  | Dublino          | Dublino | 4-26      |                  |                  |                  |  |  |            |            |            |  |  |        |        |        |  |
|  |                  |                  |                  |         |           |                  |                  |                  |  |  |            |            |            |  |  |        |        |        |  |
|  | Nessuno          |                  |                  |         |           |                  |                  |                  |  |  |            |            |            |  |  |        |        |        |  |
|  |                  | Dublino          | Dublino          | 0-14    |           |                  |                  |                  |  |  |            |            |            |  |  |        |        |        |  |
|  |                  |                  |                  | 0-14    |           |                  |                  |                  |  |  |            |            |            |  |  |        |        |        |  |
|  |                  |                  | Meath            | Meath   | 0-12      |                  |                  |                  |  |  |            |            |            |  |  |        |        |        |  |
|  | Nessuno          |                  | Meath            | Meath   | 0-12      |                  |                  |                  |  |  |            |            |            |  |  |        |        |        |  |
|  |                  |                  |                  |         |           |                  |                  |                  |  |  |            |            |            |  |  |        |        |        |  |
|  | Nessuno          |                  |                  |         |           |                  |                  |                  |  |  |            |            |            |  |  |        |        |        |  |

| Dublino 17 maggio 2009 | Carlow    | 1-11 – 1-13 referto                                                                                           | Louth | Parnell Park |
| \| \| \| \| \| E McCormack 0-7, S Rea 1-0, S Myers, K Nolan, D St Ledger, M Carpenter 0-1 each \| Marcatori \| D Clarke 0-4, R Finnegan 1-1, R Carroll 0-2, B White, P Keenan, D Reid, C Judge, S Lennon, JP Rooney 0-1 each \| |           | |       |              |
| |           | |       |              |
| E McCormack 0-7, S Rea 1-0, S Myers, K Nolan, D St Ledger, M Carpenter 0-1 each | Marcatori | D Clarke 0-4, R Finnegan 1-1, R Carroll 0-2, B White, P Keenan, D Reid, C Judge, S Lennon, JP Rooney 0-1 each |       |              |

| Portlaoise 24 maggio 2009 | Kildare   | 1-16 – 1-10 referto                                                                       | Offaly | O'Moore Park |
| \| \| \| \| \| J Doyle 0-6, A Smith 1-1, J Kavanagh 0-3, R Sweeney, D Earley 0-2 each, H McGrillen, R Kelly 0-1 each \| Marcatori \| S Ryan 1-0, J Reynolds, N McNamee 0-3 each, T Deehan, K Casey, R Dalton, N Darby 0-1 each \| |           |                                                                                           |        |              |
| |           |                                                                                           |        |              |
| J Doyle 0-6, A Smith 1-1, J Kavanagh 0-3, R Sweeney, D Earley 0-2 each, H McGrillen, R Kelly 0-1 each | Marcatori | S Ryan 1-0, J Reynolds, N McNamee 0-3 each, T Deehan, K Casey, R Dalton, N Darby 0-1 each |        |              |

| Portlaoise 24 maggio 2009 | Longford  | 1-13 – 2-12 referto                                                 | Wicklow | O'Moore Park |
| \| \| \| \| \| P Berry 1-1, G Dennigan, F McGee 0-4 each, B Kavanagh, P Barden, D Barden, K Smith 0-1 each \| Marcatori \| P Earls 1-2, R Nolan 1-1, T Hannon, S Furlong 0-4 each, D Odlum 0-1 \| |           |                                                                     |         |              |
| |           |                                                                     |         |              |
| P Berry 1-1, G Dennigan, F McGee 0-4 each, B Kavanagh, P Barden, D Barden, K Smith 0-1 each | Marcatori | P Earls 1-2, R Nolan 1-1, T Hannon, S Furlong 0-4 each, D Odlum 0-1 |         |              |

| Dublino 7 giugno 2009 | Dublin    | 0-14 – 0-12 referto                                                                      | Meath | Croke Park |
| \| \| \| \| \| C Keaney 0-5, A Brogan 0-3, B Brogan, M Davoren 0-2 each, G Brennan, P Andrews 0-1 each \| Marcatori \| C Ward 0-4, S McAnarney, B Farrell 0-2 each, S Bray, M Ward, C King, J Sheridan 0-1 each \| |           |                                                                                          |       |            |
| |           |                                                                                          |       |            |
| C Keaney 0-5, A Brogan 0-3, B Brogan, M Davoren 0-2 each, G Brennan, P Andrews 0-1 each | Marcatori | C Ward 0-4, S McAnarney, B Farrell 0-2 each, S Bray, M Ward, C King, J Sheridan 0-1 each |       |            |

| Carlow 13 giugno 2009 | Kildare   | 2-12 – 0-11 referto                      | Wexford | Dr. Cullen Park |
| \| \| \| \| \| J Kavanagh, A Smith 1-3 each, D Earley, P O'Neill 0-2 each, D Flynn, J Doyle 0-1 each \| Marcatori \| C Lyng, S Cullen 0-5 each, E Bradley 0-1 \| |           |                                          |         |                 |
| |           |                                          |         |                 |
| J Kavanagh, A Smith 1-3 each, D Earley, P O'Neill 0-2 each, D Flynn, J Doyle 0-1 each                                                                            | Marcatori | C Lyng, S Cullen 0-5 each, E Bradley 0-1 |         |                 |

| Tullamore 14 giugno 2009 | Wicklow   | 1-10 – 0-16 AET referto                                                                | Westmeath | O'Connor Park |
| \| \| \| \| \| T Hannon 0-4, D Odlam 1-1, J Stafford, L Glynn, S Furlong, D Hayden, JP Dalton 0-1 each \| Marcatori \| F Wilson 0-5, C Lynam 0-4, D Glennon 0-3, F Boyle, D Duffy, K Scally, D Dolan 0-1 each \| |           |                                                                                        |           |               |
| |           |                                                                                        |           |               |
| T Hannon 0-4, D Odlam 1-1, J Stafford, L Glynn, S Furlong, D Hayden, JP Dalton 0-1 each | Marcatori | F Wilson 0-5, C Lynam 0-4, D Glennon 0-3, F Boyle, D Duffy, K Scally, D Dolan 0-1 each |           |               |

| Dublino 14 giugno 2009 | Louth     | 1-11 – 1-15 referto                                                                                   | Laois | Parnell Park |
| \| \| \| \| \| A Hoey 1-1, B White, D Clarke 0-3 each, S Lennon 0-2, P Keenan, C Judge 0-1 each \| Marcatori \| MJ Tierney 0-6, P Clancy 1-3, P O'Leary 0-2, D Rooney, J O'Loughlin, B McCormack, R Munnelly 0-1 each \| |           | |       |              |
| |           | |       |              |
| A Hoey 1-1, B White, D Clarke 0-3 each, S Lennon 0-2, P Keenan, C Judge 0-1 each | Marcatori | MJ Tierney 0-6, P Clancy 1-3, P O'Leary 0-2, D Rooney, J O'Loughlin, B McCormack, R Munnelly 0-1 each |       |              |

| Tullamore 27 giugno 2009 | Kildare   | 2-18 – 0-09 referto                                                       | Laois | O'Connor Park |
| \| \| \| \| \| J Doyle 0-7, J Kavanagh 1-1, A Smith 1-0, R Sweeney 0-3, P O'Neill, E Callaghan 0-2 each, D Earley, E Bolton, M Conway 0-1 each \| Marcatori \| D Kingston, MJ Tierney 0-3 each, B McCormack, P Clancy, G Reddin 0-1 each \| |           |                                                                           |       |               |
| |           |                                                                           |       |               |
| J Doyle 0-7, J Kavanagh 1-1, A Smith 1-0, R Sweeney 0-3, P O'Neill, E Callaghan 0-2 each, D Earley, E Bolton, M Conway 0-1 each | Marcatori | D Kingston, MJ Tierney 0-3 each, B McCormack, P Clancy, G Reddin 0-1 each |       |               |

| Dublino 28 giugno 2009 | Westmeath | 0-11 – 4-26 referto | Dublin | Croke Park |
| \| \| \| \| \| C Lynam 0-5, D Glennon 0-3, J Connellan 0-2, D O'Shaughnessy 0-1 \| Marcatori \| B Brogan 2-8, J Sherlock 0-6, A Brogan 0-4, T Quinn 1-1, C Keaney 0-3, D Magee 1-0, B Cahill, R McConnell, P Flynn, D Connolly 0-1 each \| |           | |        |            |
| |           | |        |            |
| C Lynam 0-5, D Glennon 0-3, J Connellan 0-2, D O'Shaughnessy 0-1 | Marcatori | B Brogan 2-8, J Sherlock 0-6, A Brogan 0-4, T Quinn 1-1, C Keaney 0-3, D Magee 1-0, B Cahill, R McConnell, P Flynn, D Connolly 0-1 each |        |            |

| Dublino 12 luglio 2009 | Kildare   | 0-18 – 2-15 referto                                                                                 | Dublin | Croke Park |
| \| \| \| \| \| K Donnelly 0-3, M Conway, J Kavanagh, P O'Neill, R Sweeney, A Smith, J Doyle 0-2 each, D Earley, R Kelly, E Callaghan 0-1 each \| Marcatori \| B Brogan 0-7, B Cahill, J Sherlock 1-1 each, C Keaney 0-3, A Brogan 0-2, C Whelan 0-1, G Brennan SO \| |           | |        |            |
| |           | |        |            |
| K Donnelly 0-3, M Conway, J Kavanagh, P O'Neill, R Sweeney, A Smith, J Doyle 0-2 each, D Earley, R Kelly, E Callaghan 0-1 each | Marcatori | B Brogan 0-7, B Cahill, J Sherlock 1-1 each, C Keaney 0-3, A Brogan 0-2, C Whelan 0-1, G Brennan SO |        |            |

### Ulster Senior Football Championship
|  | Ottavi di finale | Ottavi di finale | Ottavi di finale |           |       | Quarti di finale | Quarti di finale | Quarti di finale |  |  | Semifinali | Semifinali | Semifinali |  |  | Finale | Finale | Finale |  |
|  |                  |                  |                  |           |       |                  |                  |                  |  |  |            |            |            |  |  |        |        |        |  |
|  | Nessuno          |                  |                  |           |       |                  |                  |                  |  |  |            |            |            |  |  |        |        |        |  |
|  |                  |                  |                  |           |       |                  |                  |                  |  |  |            |            |            |  |  |        |        |        |  |
|  | Nessuno          |                  |                  |           |       |                  |                  |                  |  |  |            |            |            |  |  |        |        |        |  |
|  |                  | Tyrone           | Tyrone           | 2-10      |       |                  |                  |                  |  |  |            |            |            |  |  |        |        |        |  |
|  |                  |                  |                  | 2-10      |       |                  |                  |                  |  |  |            |            |            |  |  |        |        |        |  |
|  |                  |                  | Armagh           | Armagh    | 1-10  |                  |                  |                  |  |  |            |            |            |  |  |        |        |        |  |
|  | Nessuno          |                  | Armagh           | Armagh    | 1-10  |                  |                  |                  |  |  |            |            |            |  |  |        |        |        |  |
|  |                  |                  |                  |           |       |                  |                  |                  |  |  |            |            |            |  |  |        |        |        |  |
|  | Nessuno          |                  |                  |           |       |                  |                  |                  |  |  |            |            |            |  |  |        |        |        |  |
|  |                  | Tyrone           | Tyrone           | 0-15      |       |                  |                  |                  |  |  |            |            |            |  |  |        |        |        |  |
|  |                  |                  |                  |           |       |                  |                  |                  |  |  |            |            |            |  |  |        |        |        |  |
|  |                  |                  | Derry            | Derry     | 0-07  |                  |                  |                  |  |  |            |            |            |  |  |        |        |        |  |
|  | Nessuno          |                  | Derry            | Derry     | 0-07  |                  |                  |                  |  |  |            |            |            |  |  |        |        |        |  |
|  |                  |                  |                  |           |       |                  |                  |                  |  |  |            |            |            |  |  |        |        |        |  |
|  | Nessuno          |                  |                  |           |       |                  |                  |                  |  |  |            |            |            |  |  |        |        |        |  |
|  |                  | Derry            | Derry            | 1-10      |       |                  |                  |                  |  |  |            |            |            |  |  |        |        |        |  |
|  |                  |                  |                  | 1-10      |       |                  |                  |                  |  |  |            |            |            |  |  |        |        |        |  |
|  |                  |                  | Monaghan         | Monaghan  | 0-10  |                  |                  |                  |  |  |            |            |            |  |  |        |        |        |  |
|  | Nessuno          |                  | Monaghan         | Monaghan  | 0-10  |                  |                  |                  |  |  |            |            |            |  |  |        |        |        |  |
|  |                  |                  |                  |           |       |                  |                  |                  |  |  |            |            |            |  |  |        |        |        |  |
|  | Nessuno          |                  |                  |           |       |                  |                  |                  |  |  |            |            |            |  |  |        |        |        |  |
|  |                  | Tyrone           | Tyrone           | 1-18      |       |                  |                  |                  |  |  |            |            |            |  |  |        |        |        |  |
|  |                  |                  |                  |           |       |                  |                  |                  |  |  |            |            |            |  |  |        |        |        |  |
|  |                  |                  | Antrim           | Antrim    | 0-15  |                  |                  |                  |  |  |            |            |            |  |  |        |        |        |  |
|  | Nessuno          |                  | Antrim           | Antrim    | 0-15  |                  |                  |                  |  |  |            |            |            |  |  |        |        |        |  |
|  |                  |                  |                  |           |       |                  |                  |                  |  |  |            |            |            |  |  |        |        |        |  |
|  | Nessuno          |                  |                  |           |       |                  |                  |                  |  |  |            |            |            |  |  |        |        |        |  |
|  |                  | Cavan            | Cavan            | 0-13      |       |                  |                  |                  |  |  |            |            |            |  |  |        |        |        |  |
|  |                  |                  |                  | 0-13      |       |                  |                  |                  |  |  |            |            |            |  |  |        |        |        |  |
|  |                  |                  | Fermanagh        | Fermanagh | 1-09  |                  |                  |                  |  |  |            |            |            |  |  |        |        |        |  |
|  | Fermanagh        | Fermanagh        | Fermanagh        | Fermanagh | 1-09  | 0-13             |                  |                  |  |  |            |            |            |  |  |        |        |        |  |
|  | Fermanagh        | Fermanagh        |                  |           |       |                  |                  |                  |  |  |            |            |            |  |  |        |        |        |  |
|  | Down             | Down             | 0-10             |           |       |                  |                  |                  |  |  |            |            |            |  |  |        |        |        |  |
|  | Down             | Down             | 0-10             |           | Cavan | Cavan            | 1-07             |                  |  |  |            |            |            |  |  |        |        |        |  |
|  |                  |                  |                  |           |       |                  |                  |                  |  |  |            |            |            |  |  |        |        |        |  |
|  |                  |                  | Antrim           | Antrim    | 0-10  |                  |                  |                  |  |  |            |            |            |  |  |        |        |        |  |
|  | Nessuno          |                  | Antrim           | Antrim    | 0-10  |                  |                  |                  |  |  |            |            |            |  |  |        |        |        |  |
|  |                  |                  |                  |           |       |                  |                  |                  |  |  |            |            |            |  |  |        |        |        |  |
|  | Nessuno          |                  |                  |           |       |                  |                  |                  |  |  |            |            |            |  |  |        |        |        |  |
|  |                  | Antrim           | Antrim           | 1-10      |       |                  |                  |                  |  |  |            |            |            |  |  |        |        |        |  |
|  |                  |                  |                  | 1-10      |       |                  |                  |                  |  |  |            |            |            |  |  |        |        |        |  |
|  |                  |                  | Donegal          | Donegal   | 0-12  |                  |                  |                  |  |  |            |            |            |  |  |        |        |        |  |
|  | Nessuno          |                  | Donegal          | Donegal   | 0-12  |                  |                  |                  |  |  |            |            |            |  |  |        |        |        |  |
|  |                  |                  |                  |           |       |                  |                  |                  |  |  |            |            |            |  |  |        |        |        |  |
|  | Nessuno          |                  |                  |           |       |                  |                  |                  |  |  |            |            |            |  |  |        |        |        |  |

| Enniskillen 17 maggio 2009 | Fermanagh | 0-13 – 0-10 referto                                                                              | Down | Brewster Park |
| \| \| \| \| \| R Carson 0-6, J Sherry 0-2, T McElroy, M Little, M McGrath, D Keenan, C McElroy 0-1 each \| Marcatori \| A Carr, B Coulter, P McComiskey, D Hughes 0-2 each, S Kearney, P Fitzpatrick 0-1 each, A Carr SO \| |           |                                                                                                  |      |               |
| |           |                                                                                                  |      |               |
| R Carson 0-6, J Sherry 0-2, T McElroy, M Little, M McGrath, D Keenan, C McElroy 0-1 each | Marcatori | A Carr, B Coulter, P McComiskey, D Hughes 0-2 each, S Kearney, P Fitzpatrick 0-1 each, A Carr SO |      |               |

| Derry 24 maggio 2009 | Derry     | 1-10 – 0-10 referto                                                        | Monaghan | Celtic Park |
| \| \| \| \| \| P Bradley 1-3, E Bradley, J Kielt 0-2 each, C McCaigue, B McGoldrick, J Diver 0-1 each, F Doherty SO \| Marcatori \| P Finlay, T Freeman 0-3 each, R Ronaghan 0-2, S Gollogly, R Woods 0-1 each \| |           |                                                                            |          |             |
| |           |                                                                            |          |             |
| P Bradley 1-3, E Bradley, J Kielt 0-2 each, C McCaigue, B McGoldrick, J Diver 0-1 each, F Doherty SO | Marcatori | P Finlay, T Freeman 0-3 each, R Ronaghan 0-2, S Gollogly, R Woods 0-1 each |          |             |

| Clones 31 maggio 2009 | Tyrone    | 2-10 – 1-10 referto                                                                     | Armagh | St. Tiernach's Park |
| \| \| \| \| \| S O'Neill 1-3, C Gormley 1-0, T McGuigan, S Cavanagh 0-2 each, Joe McMahon, O Mulligan, B Dooher 0-1 each, C Gormley SO \| Marcatori \| R Clarke 1-0, A Kernan, S McDonnell 0-3 each, B Mallon 0-2, J Lavery, S Forker 0-1 each \| |           |                                                                                         |        |                     |
| |           |                                                                                         |        |                     |
| S O'Neill 1-3, C Gormley 1-0, T McGuigan, S Cavanagh 0-2 each, Joe McMahon, O Mulligan, B Dooher 0-1 each, C Gormley SO | Marcatori | R Clarke 1-0, A Kernan, S McDonnell 0-3 each, B Mallon 0-2, J Lavery, S Forker 0-1 each |        |                     |

| Cavan 6 giugno 2009 | Cavan     | 0-13 – 1-09 referto                                                                 | Fermanagh | Breffni Park |
| \| \| \| \| \| S Johnston 0-5, M Reilly 0-4, C Mackey, S Brady 0-2 each \| Marcatori \| E Maguire 1-0, M Little, R Carson 0-3 each, R Keenan, R McCluskey, B Owens 0-1 each \| |           |                                                                                     |           |              |
| |           |                                                                                     |           |              |
| S Johnston 0-5, M Reilly 0-4, C Mackey, S Brady 0-2 each | Marcatori | E Maguire 1-0, M Little, R Carson 0-3 each, R Keenan, R McCluskey, B Owens 0-1 each |           |              |

| Ballybofey 14 giugno 2009 | Donegal   | 0-12 – 1-10 referto                                                                | Antrim | MacCumhail Park |
| \| \| \| \| \| M Murphy 0-5, R Kavanagh 0-3, C McFadden 0-2, C Bonner, C Toye 0-1 each \| Marcatori \| T McCann 1-2, P Cunningham 0-4, A Gallagher, M McCann, K Brady, K O'Boyle 0-1 each \| |           |                                                                                    |        |                 |
| |           |                                                                                    |        |                 |
| M Murphy 0-5, R Kavanagh 0-3, C McFadden 0-2, C Bonner, C Toye 0-1 each | Marcatori | T McCann 1-2, P Cunningham 0-4, A Gallagher, M McCann, K Brady, K O'Boyle 0-1 each |        |                 |

| Belfast 21 giugno 2009 | Derry     | 0-07 – 0-15 referto | Tyrone | Casement Park |
| \| \| \| \| \| E Bradley 0-4, B McGoldrick, P Bradley, S Bradley 0-1 each, K McGuckin SO \| Marcatori \| T McGuigan 0-4, M Penrose 0-3, K Hughes 0-2, B Dooher, D Harte, S Cavanagh, Stephen O'Neill, Sean O'Neill, B McGuigan 0-1 each \| |           | |        |               |
| |           | |        |               |
| E Bradley 0-4, B McGoldrick, P Bradley, S Bradley 0-1 each, K McGuckin SO | Marcatori | T McGuigan 0-4, M Penrose 0-3, K Hughes 0-2, B Dooher, D Harte, S Cavanagh, Stephen O'Neill, Sean O'Neill, B McGuigan 0-1 each |        |               |

| Clones 27 giugno 2009 | Cavan     | 1-07 – 0-13 referto                                                                                            | Antrim | St. Tiernach's Park |
| \| \| \| \| \| S Johnston 0-4, D Givney 1-0, M Reilly, R Cullivan, L Reilly 0-1 each \| Marcatori \| P Cunningham 0-4, M McCann, S Burke 0-2 each, T McCann, T O'Neill, J Loughery, A Gallagher, J Crozier 0-1 each \| |           | |        |                     |
| |           | |        |                     |
| S Johnston 0-4, D Givney 1-0, M Reilly, R Cullivan, L Reilly 0-1 each | Marcatori | P Cunningham 0-4, M McCann, S Burke 0-2 each, T McCann, T O'Neill, J Loughery, A Gallagher, J Crozier 0-1 each |        |                     |

| Clones 19 luglio 2009 | Tyrone    | 1-18 – 0-15 referto                                            | Antrim | St. Tiernach's Park |
| \| \| \| \| \| S Cavanagh 1-4, O Mulligan, T McGuigan 0-3 each, Joe McMahon, K Hughes 0-2 each, R McMenamin, D Harte, B McGuigan, P Jordan 0-1 each \| Marcatori \| P Cunningham 0-11, M McCann 0-2, A Gallagher, C Close 0-1 each \| |           |                                                                |        |                     |
| |           |                                                                |        |                     |
| S Cavanagh 1-4, O Mulligan, T McGuigan 0-3 each, Joe McMahon, K Hughes 0-2 each, R McMenamin, D Harte, B McGuigan, P Jordan 0-1 each                                                                                                  | Marcatori | P Cunningham 0-11, M McCann 0-2, A Gallagher, C Close 0-1 each |        |                     |

### Connacht Senior Football Championship
|  | Quarti di finale             | Quarti di finale | Quarti di finale |           |      | Semifinali | Semifinali | Semifinali |  |  | Finale | Finale | Finale |  |
|  |                              |                  |                  |           |      |            |            |            |  |  |        |        |        |  |
|  | New York                     | New York         | 1-07             |           |      |            |            |            |  |  |        |        |        |  |
|  | New York                     | New York         | 1-07             |           |      |            |            |            |  |  |        |        |        |  |
|  | Mayo                         | Mayo             | 1-18             |           |      |            |            |            |  |  |        |        |        |  |
|  | Mayo                         | Mayo             | 1-18             |           | Mayo | Mayo       | 3-18       |            |  |  |        |        |        |  |
|  |                              |                  |                  |           | Mayo | Mayo       | 3-18       |            |  |  |        |        |        |  |
|  |                              |                  | Roscommon        | Roscommon | 0-07 |            |            |            |  |  |        |        |        |  |
|  | Roscommon                    | Roscommon        | Roscommon        | Roscommon | 0-07 | 2-13       |            |            |  |  |        |        |        |  |
|  | Roscommon                    | Roscommon        |                  |           |      |            |            |            |  |  |        |        |        |  |
|  | Leitrim                      | Leitrim          | 2-09             |           |      |            |            |            |  |  |        |        |        |  |
|  | Leitrim                      | Leitrim          | 2-09             |           | Mayo | Mayo       | 2-12       |            |  |  |        |        |        |  |
|  |                              |                  |                  |           |      |            |            |            |  |  |        |        |        |  |
|  |                              |                  | Roscommon        | Roscommon | 1-14 |            |            |            |  |  |        |        |        |  |
|  | Sligo qualificata di diritto |                  | Roscommon        | Roscommon | 1-14 |            |            |            |  |  |        |        |        |  |
|  |                              |                  |                  |           |      |            |            |            |  |  |        |        |        |  |
|  | Sligo qualificata di diritto |                  |                  |           |      |            |            |            |  |  |        |        |        |  |
|  |                              | Sligo            | Sligo            | 0-12      |      |            |            |            |  |  |        |        |        |  |
|  |                              |                  |                  | 0-12      |      |            |            |            |  |  |        |        |        |  |
|  |                              |                  | Galway           | Galway    | 1-13 |            |            |            |  |  |        |        |        |  |
|  | Londra                       | Londra           | Galway           | Galway    | 1-13 | 1-07       |            |            |  |  |        |        |        |  |
|  | Londra                       | Londra           |                  |           |      |            |            |            |  |  |        |        |        |  |
|  | Galway                       | Galway           | 1-18             |           |      |            |            |            |  |  |        |        |        |  |

| New York 10 maggio 2009 | New York  | 1-07 – 1-18 referto | Mayo | Gaelic Park |
| \| \| \| \| \| P Smith 0-4, R Moran 0-2, F Cleary, R Caffrey, T McGovern, J McNicholas 0-1 each \| Marcatori \| A O'Shea 1-3, A Moran 0-4, A Dillon, A Kilcoyne 0-3 each, P Harte 1-0, T Mortimer 0-2, T Parsons, P Gardiner, R McGarrity, B Moran 0-1 each \| |           | |      |             |
| |           | |      |             |
| P Smith 0-4, R Moran 0-2, F Cleary, R Caffrey, T McGovern, J McNicholas 0-1 each | Marcatori | A O'Shea 1-3, A Moran 0-4, A Dillon, A Kilcoyne 0-3 each, P Harte 1-0, T Mortimer 0-2, T Parsons, P Gardiner, R McGarrity, B Moran 0-1 each |      |             |

| Londra 24 maggio 2009 | London    | 1-07 – 1-18 referto                                                                                             | Galway | Ruislip |
| \| \| \| \| \| M Alcorn 1-0, K Downes 0-2, J Hughes, A Moyles, K McMenamin, P Duffy, M Hughes 0-1 each \| Marcatori \| M Meehan 1-5, S Armstrong 0-5, G Bradshaw, P Joyce 0-2 each, N Joyce, F Breathnach, C Bane, D Dunleavy 0-1 each \| |           | |        |         |
| |           | |        |         |
| M Alcorn 1-0, K Downes 0-2, J Hughes, A Moyles, K McMenamin, P Duffy, M Hughes 0-1 each | Marcatori | M Meehan 1-5, S Armstrong 0-5, G Bradshaw, P Joyce 0-2 each, N Joyce, F Breathnach, C Bane, D Dunleavy 0-1 each |        |         |

| Carrick-on-Shannon 31 maggio 2009 | Leitrim   | 2-09 – 2-13 referto                                                                                   | Roscommon | Páirc Seán Mac Diarmada |
| \| \| \| \| \| C Clarke, J McKeon 1-0 each, P McGuinness, James Glancy, R Cox 0-2 each, D Maxwell, T Beirne, S Foley 0-1 each \| Marcatori \| D Shine 0-5, S Kilbride 1-1, K Mannion 1-0, G Cox 0-3, C Devaney, S McDermott, F Cregg, K Higgins 0-1 \| |           | |           |                         |
| |           | |           |                         |
| C Clarke, J McKeon 1-0 each, P McGuinness, James Glancy, R Cox 0-2 each, D Maxwell, T Beirne, S Foley 0-1 each | Marcatori | D Shine 0-5, S Kilbride 1-1, K Mannion 1-0, G Cox 0-3, C Devaney, S McDermott, F Cregg, K Higgins 0-1 |           |                         |

| Castlebar 20 giugno 2009 | Mayo      | 3-18 – 0-07 referto                                               | Roscommon | McHale Park |
| \| \| \| \| \| A Dillon 0-6, A Kilcoyne 1-3, P Harte 1-1, A O'Shea 1-0, T Mortimer, R Garrity, P Gardiner 0-2 each, A Moran, M Ronaldson 0-1 each \| Marcatori \| C Devaney, G Cox 0-2 each, K Mannion, D Shine, B Higgins 0-1 each \| |           |                                                                   |           |             |
| |           |                                                                   |           |             |
| A Dillon 0-6, A Kilcoyne 1-3, P Harte 1-1, A O'Shea 1-0, T Mortimer, R Garrity, P Gardiner 0-2 each, A Moran, M Ronaldson 0-1 each | Marcatori | C Devaney, G Cox 0-2 each, K Mannion, D Shine, B Higgins 0-1 each |           |             |

| Sligo 28 giugno 2009 | Sligo     | 0-12 – 1-13 referto                                                                               | Galway | Markievicz Park |
| \| \| \| \| \| D Kelly 0-4, M Breheny, A Marren 0-2 each, R Donovan, J Davey, S Davey, S Coen 0-1 each, N Ewing SO \| Marcatori \| S Armstrong 1-3, M Meehan 0-4, P Joyce 0-3, C Bane, J Bergin, G Bradshaw 0-1 each, G O'Donnell SO \| |           |                                                                                                   |        |                 |
| |           |                                                                                                   |        |                 |
| D Kelly 0-4, M Breheny, A Marren 0-2 each, R Donovan, J Davey, S Davey, S Coen 0-1 each, N Ewing SO | Marcatori | S Armstrong 1-3, M Meehan 0-4, P Joyce 0-3, C Bane, J Bergin, G Bradshaw 0-1 each, G O'Donnell SO |        |                 |

| Galway 19 luglio 2009 | Mayo      | 2-12 – 1-14 referto                                      | Galway | Pearse Stadium |
| \| \| \| \| \| C Mortimer 1-2, B Moran 1-0, D Heaney, A Dillon 0-2 each, P Gardiner, R McGarrity, P Harte, T Mortimer, A Kilcoyne, A O'Shea 0-1 each \| Marcatori \| N Joyce 0-8, M Meehan 1-4, P Joyce, S Armstrong 0-1 each \| |           |                                                          |        |                |
| |           |                                                          |        |                |
| C Mortimer 1-2, B Moran 1-0, D Heaney, A Dillon 0-2 each, P Gardiner, R McGarrity, P Harte, T Mortimer, A Kilcoyne, A O'Shea 0-1 each                                                                                            | Marcatori | N Joyce 0-8, M Meehan 1-4, P Joyce, S Armstrong 0-1 each |        |                |

## Ripescaggi

### Round 1
| Ballybofey 4 luglio 2009 | Donegal   | 2-13 – 1-06 referto                                        | Carlow | MacCumhail Park |
| \| \| \| \| \| M Murphy 0-8, C Dunne 1-1, R Kavanagh 1-0, L McLoone, C Toye, D Gallagher, S Griffin 0-1 each \| Marcatori \| JJ Smith 1-2, S Rea 0-2, D St Ledger, E McCormack 0-1 each \| |           |                                                            |        |                 |
| |           |                                                            |        |                 |
| M Murphy 0-8, C Dunne 1-1, R Kavanagh 1-0, L McLoone, C Toye, D Gallagher, S Griffin 0-1 each                                                                                              | Marcatori | JJ Smith 1-2, S Rea 0-2, D St Ledger, E McCormack 0-1 each |        |                 |

| Clones 4 luglio 2009 | Monaghan  | 0-13 – 0-12 AET referto                                                                             | Armagh | St. Tiernach's Park |
| \| \| \| \| \| P Finlay 0-6, C McManus 0-4, D Freeman, R Ronaghan, R Woods 0-1 each \| Marcatori \| A Kernan 0-5, S McDonnell, S Forker 0-2 each, R Clarke, B Mallon, G O'Neill 0-1 each S McDonnell SO \| |           | |        |                     |
| |           | |        |                     |
| P Finlay 0-6, C McManus 0-4, D Freeman, R Ronaghan, R Woods 0-1 each | Marcatori | A Kernan 0-5, S McDonnell, S Forker 0-2 each, R Clarke, B Mallon, G O'Neill 0-1 each S McDonnell SO |        |                     |

| Navan 4 luglio 2009 | Meath     | 1-20 – 0-08 referto                                                             | Waterford | Páirc Tailteann |
| \| \| \| \| \| C Ward 0-4, J Queeney 1-0, C O'Connor, D Bray, J Sheridan 0-3 each, C McGuinness, P Byrne, B Farrell 0-2 each, S McAnarney 0-1 \| Marcatori \| W Hennessy, L O'Lionnain 0-2 each, T Grey, B Wall, P Hurney, C McGrath 0-1 each \| |           |                                                                                 |           |                 |
| |           |                                                                                 |           |                 |
| C Ward 0-4, J Queeney 1-0, C O'Connor, D Bray, J Sheridan 0-3 each, C McGuinness, P Byrne, B Farrell 0-2 each, S McAnarney 0-1 | Marcatori | W Hennessy, L O'Lionnain 0-2 each, T Grey, B Wall, P Hurney, C McGrath 0-1 each |           |                 |

| Wicklow 4 luglio 2009 | Wicklow   | 0-17 – 1-11 referto                                                                | Fermanagh | Aughrim Park |
| \| \| \| \| \| S Furlong 0-5, T Hannon 0-3, JP Dalton, D Odlum, P Earls 0-2 each, T Walsh, L Glynn, D Hayden 0-1 each, T Hannon, T Walsh SO \| Marcatori \| D Keenan 0-4, J Sherry 1-0, M McGrath, S Quigley, R Carson 0-2 each, T McElroy 0-1 \| |           |                                                                                    |           |              |
| |           |                                                                                    |           |              |
| S Furlong 0-5, T Hannon 0-3, JP Dalton, D Odlum, P Earls 0-2 each, T Walsh, L Glynn, D Hayden 0-1 each, T Hannon, T Walsh SO | Marcatori | D Keenan 0-4, J Sherry 1-0, M McGrath, S Quigley, R Carson 0-2 each, T McElroy 0-1 |           |              |

| Wexford 4 luglio 2009 | Wexford   | 2-11 – 0-16 referto                                                                  | Offaly | Wexford Park |
| \| \| \| \| \| PJ Banville 1-2, S Cullen 0-4, S Roche 1-0, C Lyng 0-3, R Barry, A Flynn 0-1 each \| Marcatori \| N McNamee 0-6, PJ Ward 0-5, T Deehan 0-2, C McManus, S Lonergan, N Coughlan 0-1 each \| |           |                                                                                      |        |              |
| |           |                                                                                      |        |              |
| PJ Banville 1-2, S Cullen 0-4, S Roche 1-0, C Lyng 0-3, R Barry, A Flynn 0-1 each | Marcatori | N McNamee 0-6, PJ Ward 0-5, T Deehan 0-2, C McManus, S Lonergan, N Coughlan 0-1 each |        |              |

| Drogheda 4 luglio 2009 | Louth     | 1-12 – 2-10 referto                                                                | Tipperary | Drogheda Park |
| \| \| \| \| \| JP Rooney 1-3, B White 0-3, P Keenan, R Carroll, C Judge, S Lennon, A Hoey, D Maguire 0-1 each, D Crilly SO \| Marcatori \| B Grogan 1-5, P Austin 1-0, B Coen 0-3, B Fox, R Costigan 0-1 each, M O'Donnell SO \| |           |                                                                                    |           |               |
| |           |                                                                                    |           |               |
| JP Rooney 1-3, B White 0-3, P Keenan, R Carroll, C Judge, S Lennon, A Hoey, D Maguire 0-1 each, D Crilly SO | Marcatori | B Grogan 1-5, P Austin 1-0, B Coen 0-3, B Fox, R Costigan 0-1 each, M O'Donnell SO |           |               |

| Newry 4 luglio 2009 | Down      | 1-16 – 1-07 referto                                                      | London | Páirc Esler |
| \| \| \| \| \| Daniel Hughes, P McComiskey, J Boyle 0-3 each, B.Coulter 1-0, B McArdle, C Garvey, D Gordan 0-2 each, R Sexton 0-1 \| Marcatori \| C Donnellan 1-0, P Duffy, K Downes, K McMenamin 0-2 each, P Geraghty 0-1 \| |           |                                                                          |        |             |
| |           |                                                                          |        |             |
| Daniel Hughes, P McComiskey, J Boyle 0-3 each, B.Coulter 1-0, B McArdle, C Garvey, D Gordan 0-2 each, R Sexton 0-1 | Marcatori | C Donnellan 1-0, P Duffy, K Downes, K McMenamin 0-2 each, P Geraghty 0-1 |        |             |

| Carrick-on-Shannon 4 luglio 2009 | Leitrim   | 0-10 – 0-13 referto                                                                                        | Longford | Páirc Seán Mac Diarmada |
| \| \| \| \| \| M Foley 0-4, P McGuinness 0-3, G Reynolds 0-2, D O'Connor 0-1 \| Marcatori \| P Berry 0-3, G Dennigan, F McGee, C Mimnagh 0-2 each, D Masterson, P Barden, B Kavanagh, D Barden 0-1 each \| |           | |          |                         |
| |           | |          |                         |
| M Foley 0-4, P McGuinness 0-3, G Reynolds 0-2, D O'Connor 0-1 | Marcatori | P Berry 0-3, G Dennigan, F McGee, C Mimnagh 0-2 each, D Masterson, P Barden, B Kavanagh, D Barden 0-1 each |          |                         |

### Round 2
| Newry 11 luglio 2009 | Down      | 2-09 – 0-07 referto                                       | Laois | Páirc Esler |
| \| \| \| \| \| B Coulter 1-1, P McComiskey 1-0, D Hughes, A Carr, T Hanna 0-2 each, C Garvey, B McArdle 0-1 each \| Marcatori \| MJ Tierney 0-4, B McDonald, B Quigley, N Donoher 0-1 each \| |           |                                                           |       |             |
| |           |                                                           |       |             |
| B Coulter 1-1, P McComiskey 1-0, D Hughes, A Carr, T Hanna 0-2 each, C Garvey, B McArdle 0-1 each                                                                                             | Marcatori | MJ Tierney 0-4, B McDonald, B Quigley, N Donoher 0-1 each |       |             |

| Clones 11 luglio 2009 | Monaghan  | 0-20 – 3-16 referto                                                                               | Derry | St. Tiernach's Park |
| \| \| \| \| \| C Hanratty, P Finlay 0-4 each, R Woods 0-3, P Meegan, R Ronaghan, D Freeman 0-2 each, S Gollogly, B McKenna, C McManus 0-1 each \| Marcatori \| Paddy Bradley 2-8, E Bradley 0-3, J Kielt 1-1, M Lynch 0-2, B McGoldrick 0-1, C McKaigue 0-1 each \| |           |                                                                                                   |       |                     |
| |           |                                                                                                   |       |                     |
| C Hanratty, P Finlay 0-4 each, R Woods 0-3, P Meegan, R Ronaghan, D Freeman 0-2 each, S Gollogly, B McKenna, C McManus 0-1 each | Marcatori | Paddy Bradley 2-8, E Bradley 0-3, J Kielt 1-1, M Lynch 0-2, B McGoldrick 0-1, C McKaigue 0-1 each |       |                     |

| Longford 11 luglio 2009 | Longford  | 0-11 – 1-12 referto                                                                 | Kerry | Pearse Park |
| \| \| \| \| \| P Barden 0-4, D Barden 0-3, K Smith 0-2, F McGee, C Mimnagh 0-1 each \| Marcatori \| C Cooper 0-5, T Walsh 1-2, S O'Sullivan 0-2, T Ó Sé, D Walsh, D O'Sullivan 0-1 each \| |           |                                                                                     |       |             |
| |           |                                                                                     |       |             |
| P Barden 0-4, D Barden 0-3, K Smith 0-2, F McGee, C Mimnagh 0-1 each | Marcatori | C Cooper 0-5, T Walsh 1-2, S O'Sullivan 0-2, T Ó Sé, D Walsh, D O'Sullivan 0-1 each |       |             |

| Wexford 11 luglio 2009 | Wexford   | 1-08 – 0-11 referto                                       | Roscommon | Wexford Park |
| \| \| \| \| \| C Lyng 1-2, S Cullen 0-3, E Bradley 0-2, S Roche 0-1 \| Marcatori \| S Kilbride 0-5, D Shine 0-3, K Higgins 0-2, B Higgins 0-1 \| |           |                                                           |           |              |
| |           |                                                           |           |              |
| C Lyng 1-2, S Cullen 0-3, E Bradley 0-2, S Roche 0-1                                                                                             | Marcatori | S Kilbride 0-5, D Shine 0-3, K Higgins 0-2, B Higgins 0-1 |           |              |

| Thurles 11 luglio 2009 | Tipperary | 1-12 – 1-13 referto                                                                              | Sligo | Semple Stadium |
| \| \| \| \| \| B Grogan 0-6, B Mulvihill 1-1, H Coghlan 0-2, B Coen, D O'Brien, A Fitzgerald 0-1 each \| Marcatori \| A Marren 0-5, S Coen 1-1, M Breheny, D Kelly 0-2 each, M McNamara, T Taylor, A Costello 0-1 each \| |           |                                                                                                  |       |                |
| |           |                                                                                                  |       |                |
| B Grogan 0-6, B Mulvihill 1-1, H Coghlan 0-2, B Coen, D O'Brien, A Fitzgerald 0-1 each | Marcatori | A Marren 0-5, S Coen 1-1, M Breheny, D Kelly 0-2 each, M McNamara, T Taylor, A Costello 0-1 each |       |                |

| Ballybofey 11 luglio 2009 | Donegal   | 0-13 – 1-07 referto                          | Clare | MacCumhail Park |
| \| \| \| \| \| M Murphy 0-5, C McFadden 0-4, C Toye 0-2, L McLoone, B Dunnion 0-1 each \| Marcatori \| D Tubridy 1-4, E Coughlan 0-2, P O'Dwyer 0-1 \| |           |                                              |       |                 |
| |           |                                              |       |                 |
| M Murphy 0-5, C McFadden 0-4, C Toye 0-2, L McLoone, B Dunnion 0-1 each                                                                                | Marcatori | D Tubridy 1-4, E Coughlan 0-2, P O'Dwyer 0-1 |       |                 |

| Mullingar 11 luglio 2009 | Westmeath | 1-05 – 1-15 referto                                               | Meath | Cusack Park |
| \| \| \| \| \| M Flanagan 1-1, D Heavin, D Duffy, J Connellan, C Lynam 0-1 each \| Marcatori \| J Sheridan 1-4, C Ward 0-6, P Byrne, S Bray 0-2 each, S Kenny 0-1 \| |           |                                                                   |       |             |
| |           |                                                                   |       |             |
| M Flanagan 1-1, D Heavin, D Duffy, J Connellan, C Lynam 0-1 each | Marcatori | J Sheridan 1-4, C Ward 0-6, P Byrne, S Bray 0-2 each, S Kenny 0-1 |       |             |

| Wicklow 11 luglio 2009 | Wicklow   | 1-12 – 0-08 referto                                        | Cavan | Aughrim Park |
| \| \| \| \| \| T Hannon 0-5, S Furlong 0-3, P Earls 1-0, P McWalter, D Hayden, L Glynn, JP Dalton 0-1 each \| Marcatori \| L Reilly, S Johnston 0-3 each, P Brady, G Pearson 0-1 each \| |           |                                                            |       |              |
| |           |                                                            |       |              |
| T Hannon 0-5, S Furlong 0-3, P Earls 1-0, P McWalter, D Hayden, L Glynn, JP Dalton 0-1 each                                                                                              | Marcatori | L Reilly, S Johnston 0-3 each, P Brady, G Pearson 0-1 each |       |              |

| Roscommon 18 luglio 2009 | Roscommon | 0-11 – 0-08 referto                                                   | Wexford | Dr. Hyde Park |
| \| \| \| \| \| D Shine 0-9, K Higgins, D O'Gara 0-1 each \| Marcatori \| C Lyng 0-3, A Morrissey, S Roche, R Barry, S Cullen, B Doyle 0-1 each \| |           |                                                                       |         |               |
| |           |                                                                       |         |               |
| D Shine 0-9, K Higgins, D O'Gara 0-1 each | Marcatori | C Lyng 0-3, A Morrissey, S Roche, R Barry, S Cullen, B Doyle 0-1 each |         |               |

### Round 3
| Wicklow 18 luglio 2009 | Wicklow   | 1-15 – 0-17 referto | Down | Aughrim Park |
| \| \| \| \| \| T Hannon 0-6, L Glynn 1-3, S Furlong 0-4, JP Dalton, D Odlum 0-1 each \| Marcatori \| P McComiskey 0-4, D Hughes 0-3, A Rodgers 0-2, C McGovern, T Hanna, C Garvey, D Gordon, B McArdle, B Coulter, R Sexton, R Murtagh 0-1 each \| |           | |      |              |
| |           | |      |              |
| T Hannon 0-6, L Glynn 1-3, S Furlong 0-4, JP Dalton, D Odlum 0-1 each | Marcatori | P McComiskey 0-4, D Hughes 0-3, A Rodgers 0-2, C McGovern, T Hanna, C Garvey, D Gordon, B McArdle, B Coulter, R Sexton, R Murtagh 0-1 each |      |              |

| Tralee 18 luglio 2009 | Kerry     | 0-14 – 1-10 referto                                                            | Sligo | Austin Stack Park |
| \| \| \| \| \| D O'Sullivan 0-4, P Galvin 0-3, C Cooper 0-2, D Ó Sé, D Walsh, T Walsh, S O'Sullivan, B Sheehan 0-1 each \| Marcatori \| A Marren 0-4, D Kelly 1-1, S Coen 0-2, M Breheny, E O'Hara, K Sweeney 0-1 each \| |           |                                                                                |       |                   |
| |           |                                                                                |       |                   |
| D O'Sullivan 0-4, P Galvin 0-3, C Cooper 0-2, D Ó Sé, D Walsh, T Walsh, S O'Sullivan, B Sheehan 0-1 each | Marcatori | A Marren 0-4, D Kelly 1-1, S Coen 0-2, M Breheny, E O'Hara, K Sweeney 0-1 each |       |                   |

| Ballybofey 18 luglio 2009 | Donegal   | 2-13 – 0-18 AET referto                                                                                              | Derry | MacCumhail Park |
| \| \| \| \| \| M Murphy 0-5, C McFadden 1-4, K Cassidy 1-1, B Monaghan, B Roper, D Walsh 0-1 each \| Marcatori \| J Kielt 0-5, E Bradley, M Lynch 0-3 each, P Bradley, B McGoldrick 0-2 each, G O'Kane, C McKaigue, G McShane 0-1 each \| |           | |       |                 |
| |           | |       |                 |
| M Murphy 0-5, C McFadden 1-4, K Cassidy 1-1, B Monaghan, B Roper, D Walsh 0-1 each | Marcatori | J Kielt 0-5, E Bradley, M Lynch 0-3 each, P Bradley, B McGoldrick 0-2 each, G O'Kane, C McKaigue, G McShane 0-1 each |       |                 |

| Navan 25 luglio 2009 | Meath     | 2-12 – 0-11 referto                                        | Roscommon | Páirc Tailteann |
| \| \| \| \| \| D Bray 1-2, C Ward 0-4, P Byrne 1-1, B Farrell 0-3, N Crawford, B Meade 0-1 each \| Marcatori \| D Shine 0-6, S Kilbride 0-3, M Finneran, D O'Gara 0-1 each \| |           |                                                            |           |                 |
| |           |                                                            |           |                 |
| D Bray 1-2, C Ward 0-4, P Byrne 1-1, B Farrell 0-3, N Crawford, B Meade 0-1 each                                                                                              | Marcatori | D Shine 0-6, S Kilbride 0-3, M Finneran, D O'Gara 0-1 each |           |                 |

### Round 4
A draw was made for round 4 of the qualifiers, with the winners of round three (Donegal, Kerry, Meath and Wicklow) playing against the losing provincial finalists (Antrim, Galway, Kildare and Limerick).
| Portlaoise 25 luglio 2009 | Kildare   | 1-16 – 2-09 referto                                                              | Wicklow | O'Moore Park |
| \| \| \| \| \| A Smith 1-2, J Doyle 0-4, D Earley 0-3, E Callaghan 0-2, J Kavanagh, M O'Flaherty, P O'Neill, R Kelly, B Flanagan 0-1 each \| Marcatori \| S Furlong 1-4, T Hannon 1-0, D Odlum 0-2, P Earls, J Stafford, D Hayden 0-1 each \| |           |                                                                                  |         |              |
| |           |                                                                                  |         |              |
| A Smith 1-2, J Doyle 0-4, D Earley 0-3, E Callaghan 0-2, J Kavanagh, M O'Flaherty, P O'Neill, R Kelly, B Flanagan 0-1 each | Marcatori | S Furlong 1-4, T Hannon 1-0, D Odlum 0-2, P Earls, J Stafford, D Hayden 0-1 each |         |              |

| Sligo 25 luglio 2009 | Galway    | 0-13 – 0-14 referto                                                   | Donegal | Markievicz Park |
| \| \| \| \| \| M Meehan 0-4, P Conroy, M Clancy, S Armstrong 0-2 each, G Bradshaw, P Joyce, K Fitzgerald 0-1 each, D Blake SO \| Marcatori \| C McFadden 0-6, M Murphy 0-5, L McLoone, R Kavanagh, D Walsh 0-1 each \| |           |                                                                       |         |                 |
| |           |                                                                       |         |                 |
| M Meehan 0-4, P Conroy, M Clancy, S Armstrong 0-2 each, G Bradshaw, P Joyce, K Fitzgerald 0-1 each, D Blake SO | Marcatori | C McFadden 0-6, M Murphy 0-5, L McLoone, R Kavanagh, D Walsh 0-1 each |         |                 |

| Tullamore 26 luglio 2009 | Antrim    | 1-10 – 2-12 referto                                                                           | Kerry | O'Connor Park |
| \| \| \| \| \| M McCann 0-4, P Cunningham 0-3, T Scullion 1-0, T McCann 0-2, C Close 0-1 \| Marcatori \| T Walsh, P Galvin 1-2 each, C Cooper 0-4, P O'Connor 0-2, S O'Sullivan, D O'Sullivan 0-1 each \| |           |                                                                                               |       |               |
| |           |                                                                                               |       |               |
| M McCann 0-4, P Cunningham 0-3, T Scullion 1-0, T McCann 0-2, C Close 0-1 | Marcatori | T Walsh, P Galvin 1-2 each, C Cooper 0-4, P O'Connor 0-2, S O'Sullivan, D O'Sullivan 0-1 each |       |               |

| Portlaoise 1º agosto 2009 | Limerick  | 2-09 – 1-13 referto                                                                      | Meath | O'Moore Park |
| \| \| \| \| \| S Kelly 0-4, I Ryan 0-3, S Buckley, J O'Donovan 1-0 each, G Collins 0-2 \| Marcatori \| C Ward 1-2, S Bray 0-4, C O'Connor, P Byrne 0-2 each, C King, D Bray, B Farrell 0-1 each \| |           |                                                                                          |       |              |
| |           |                                                                                          |       |              |
| S Kelly 0-4, I Ryan 0-3, S Buckley, J O'Donovan 1-0 each, G Collins 0-2 | Marcatori | C Ward 1-2, S Bray 0-4, C O'Connor, P Byrne 0-2 each, C King, D Bray, B Farrell 0-1 each |       |              |

### All-Ireland Senior Football Championship
| Dublino 2 agosto 2009 | Cork      | 1-27 – 2-10 referto                                                                           | Donegal | Croke Park (49.761 spett.) |
| \| \| \| \| \| P Kerrigan 1-4, J Miskella, D O'Connor 0-4 each, D Goulding, F Goold 0-3 each, P O'Neill, P Kelly, C O'Neill, P Kissane 0-2 each, G Canty 0-1 \| Marcatori \| M Murphy 0-6, S Griffin, R Kavanagh 1-0 each, B Monaghan, E McGee, B Roper, A Hanlon 0-1 each \| |           |                                                                                               |         |                            |
| |           |                                                                                               |         |                            |
| P Kerrigan 1-4, J Miskella, D O'Connor 0-4 each, D Goulding, F Goold 0-3 each, P O'Neill, P Kelly, C O'Neill, P Kissane 0-2 each, G Canty 0-1 | Marcatori | M Murphy 0-6, S Griffin, R Kavanagh 1-0 each, B Monaghan, E McGee, B Roper, A Hanlon 0-1 each |         |                            |

| Arbitro: | G. O'Conamha (Galway) |

| |           |                                                                                |
| S O'Neill 0-7, O Mulligan 0-3, B Dooher 0-2, D Harte, Justin McMahon, T McGuigan, M Penrose 0-1 each | Marcatori | J Doyle 0-7, R Sweeney 1-0, M Foley, J Kavanagh, A Smith, E Callaghan 0-1 each |

| Dublino 3 agosto 2009 | Dublin    | 1-07 – 1-24 referto | Kerry | Croke Park (81.890 spett.) |
| \| \| \| \| \| A Brogan, B Brogan 0-3 each, C Keaney 1-0, B Cahill 0-1 \| Marcatori \| C Cooper 1-7, Declan O'Sullivan, Darren O'Sullivan 0-3 each, T O'Se, P Galvin, T Kennelly, P O'Connor 0-2 each, T O'Sullivan, S Scanlon, D Walsh 0-1 each \| |           | |       |                            |
| |           | |       |                            |
| A Brogan, B Brogan 0-3 each, C Keaney 1-0, B Cahill 0-1 | Marcatori | C Cooper 1-7, Declan O'Sullivan, Darren O'Sullivan 0-3 each, T O'Se, P Galvin, T Kennelly, P O'Connor 0-2 each, T O'Sullivan, S Scanlon, D Walsh 0-1 each |       |                            |

| Arbitro: | J. McQuillan (Cavan) |

| |           |                                                                                      |
| A O'Shea 1-1, C Mortimer 0-4, A Dillon, A Kilcoyne 0-3 each, T Mortimer 0-2, K Higgins, A Moran 0-1 each | Marcatori | D Bray 1-3, C Ward 1-2, J Sheridan 0-4, B Farrell 0-3, J Queeney 0-2, N Crawford 0-1 |

| Arbitro: | J. Bannon (Longford) |

| |           |                                                                                             |
| D O'Connor 0-4, D Goulding 1-1, P Kelly, C O'Neill 0-2 each, A O'Connor, P Kerrigan, P O'Neill, F Goold 0-1 each | Marcatori | S O'Neill 0-4, O Mulligan 0-2, R McMenamin, D Harte, P Jordan, K Hughes, M Penrose 0-1 each |

| Arbitro: | G. O'Conamha (Galway) |

|                                                                  |           |                                           |
| T Walsh 1-2, Darren O'Sullivan 1-1, C Cooper 0-3, T Kennelly 0-2 | Marcatori | C Ward 1-4, B Farrell 0-2, J Sheridan 0-1 |

| Arbitro: | M. Duffy (Sligo) |

| |           |                                                            |
| C Cooper 0-6, T Walsh 0-4, T Kennelly 0-2, T Ó Sé 0-2, Darren O' Sullivan 0-1, Declan O' Sullivan 0-1 | Marcatori | D Goulding 0-4, C O'Neill 1-1, D O'Connor 0-3, P Kelly 0-1 |

| Kerry | Cork |

|  | Quarter-finals | Quarter-finals | Quarter-finals |      |       | Semi-finals | Semi-finals | Semi-finals |  |  | All-Ireland final | All-Ireland final | All-Ireland final |
|  |                |                |                |      |       |             |             |             |  |  |                   |                   |                   |
|  |                | Dublino        | 1-07           |      |       |             |             |             |  |  |                   |                   |                   |
|  |                | Kerry          | 1-24           |      |       |             |             |             |  |  |                   |                   |                   |
|  |                | Kerry          | 1-24           |      | Kerry | 2-08        |             |             |  |  |                   |                   |                   |
|  |                |                |                |      | Kerry | 2-08        |             |             |  |  |                   |                   |                   |
|  |                |                | Meath          | 1-07 |       |             |             |             |  |  |                   |                   |                   |
|  |                | Mayo           | Meath          | 1-07 | 1-15  |             |             |             |  |  |                   |                   |                   |
|  |                | Mayo           |                |      | 1-15  |             |             |             |  |  |                   |                   |                   |
|  |                | Meath          | 2-15           |      |       |             |             |             |  |  |                   |                   |                   |
|  |                |                |                |      |       |             |             |             |  |  |                   | Kerry             | 0-16              |
|  |                |                |                | Cork | 1-09  |             |             |             |  |  |                   |                   |                   |
|  |                | Cork           | 1-27           |      |       |             |             |             |  |  |                   |                   |                   |
|  |                | Donegal        | 2-10           |      |       |             |             |             |  |  |                   |                   |                   |
|  |                | Donegal        | 2-10           |      | Cork  | 1-13        |             |             |  |  |                   |                   |                   |
|  |                |                |                |      | Cork  | 1-13        |             |             |  |  |                   |                   |                   |
|  |                |                | Tyrone         | 0-11 |       |             |             |             |  |  |                   |                   |                   |
|  |                | Tyrone         | Tyrone         | 0-11 | 0-16  |             |             |             |  |  |                   |                   |                   |
|  |                | Tyrone         |                |      | 0-16  |             |             |             |  |  |                   |                   |                   |
|  |                | Kildare        | 1-11           |      |       |             |             |             |  |  |                   |                   |                   |